# جاي مكمولين
جاي مكمولين (بالإنجليزية: Jay McMullen)‏ هو صحفي أمريكي، ولد في 28 يونيو 1920 في سيسيرو في الولايات المتحدة، وتوفي في 18 مارس 1992 في شيكاغو في الولايات المتحدة.